# Astéroïde actif
Un astéroïde actif est un objet initialement catalogué comme astéroïde, mais dont on a ensuite mis en évidence une activité cométaire. il peut alors être catalogué comme comète périodique, mais sans pour cela perdre son statut d'astéroïde.

L'astéroïde cométaire Wilson-Harrington.

## Tableau des objets connus
Les astéroïdes actifs listés ci-dessous appartiennent à la ceinture principale, à l'exception de Ryugu (géocroiseur).
| Nom d'astéroïde          | Nom de comète           |
| ------------------------ | ----------------------- |
| (145) Adeona             |                         |
| (1474) Beira             |                         |
| (2060) Chiron            | 95P/Chiron              |
| (3552) Don Quichotte     | ?                       |
| (60558) Échéclos         | 174P/Échéclos           |
| (7968) Elst-Pizarro      | 133P/Elst-Pizarro       |
| (704) Interamnia         |                         |
| (118401) LINEAR          | 176P/LINEAR (Linear 52) |
| (779) Nina               |                         |
| (162173) Ryugu           |                         |
| (4015) Wilson-Harrington | 107P/Wilson-Harrington  |